# 한국걸스카우트연맹
한국 걸스카우트 연맹(The Girl Scouts of Korea)은 1946년에 창단된 대한민국의 걸스카우트 단체이다.
1946년 5월 10일 대한소녀단으로 창설하여 1953년 사단법인 인가를 받았다. 1957년 7월 걸스카우트세계연맹에 준회원국으로 인준되고 1963년 정회원국이 되었다. 1969년 7월에 스카우트활동 육성에 관한 법률이 제정됨으로써 운동이 활성화되었고, 1970년 5월 8일 지금의 명칭으로 변경하였다.
한국걸스카우트연맹의 설립목적은 대한민국의 소녀와 젊은 여성들이 스스로 잠재력을 개발하고 국가관이 투철한 민주시민으로서 지역사회, 국가, 나아가 세계를 위해 봉사하는 사람으로 성장하도록 돕고, 걸스카우트세계연맹을 통한 국제교류활동을 전개함으로써 국제이해와 우의를 증진함에 있다.
5가지 활동목표는 자아개발, 건전한 인간관계, 자연과 친화, 사회에 기여, 미래에 대한 준비이며 8가지 프로그램 영역은 창의력 개발활동, 품성계발활동, 지도력 배양활동, 건강증진활동, 야외활동, 봉사활동, 우리문화와 국제이해활동, 생활기능 습득활동이 있다. 조직으로 중앙본부, 지방연맹, 지구연합회, 단위대가 있다.
걸스카우트의 연령별 조직단계는 초록별대(Twinkler Scout:만4~5세), 개나리대(Brownie Girl Scout 초등학교 1∼3학년:만 6∼8세), 진달래대(Junior Girl Scout 초등학교 3∼6학년:만 8∼11세), 소녀대(Cadette Girl Scout 중학교 1∼3학년:만 12∼14세), 연장대(Senior Girl Scout 고등학교 1∼3학년:만 15∼17세), 연구대(Young Leader 만 18~29세 이상), 특수대(Extention Troop 장애우대, 특수대 등), 지도자(Leader 만 21세 이상)로 구분되며 지도자는 훈련지도자, 협조지도자, 전종지도자로 나뉜다.
주요사업은 ① 걸스카우트 활동의 주관 및 발전에 관한 사업 ② 세계걸스카우트 활동에 협력 및 교류에 관한 사업 ③ 대원의 교육에 관한 사업 ④ 청소년지도자의 양성 및 연수사업 ⑤ 청소년에 관한 연구개발사업 ⑥ 지역사회 개발사업 ⑦ 도서 및 간행물의 발간과 보급에 관한 사업 ⑧ 회관, 훈련소, 야영장 등 청소년 시설의 설치 및 관리사업 ⑨ 국가기관 또는 지방자치단체, 유관기관 등으로부터의 의탁사업 ⑩ 기본재산인 회관의 임대업 ⑪ 청소년 및 지도자를 위한 정보화에 관한 사업 ⑫ 걸스카우트 활성화를 위한 장학사업 등이 있다.
중앙본부를 중심으로 19개의 지방연맹과 2개의 특수연맹(가톨릭연맹, 대학연맹)을 두고 있고 2010년 현재 회원수는 약 21만 명, 세계 151개국 1,250만 명의 걸스카우트들과 국제교류활동을 하고 있으며 중앙본부는 서울특별시 종로구 율곡로 47(안국동 163)에 있다.

## 같이 보기
- 걸스카우트 국제야영
- 한국스카우트연맹